# Mickaël Poté
Mickaël Poté (n. 24 septembrie 1984, Lyon, Franța) este un fotbalist aflat sub contract cu OGC Nice.